# HTC Excalibur
HTC Excalibur，原廠型號HTC S620，HTC S621，是台灣宏達電公司所推出的智慧型手機，宏達電首款採用QWERTY全鍵盤的SmartPhone智慧型手機，僅有1.28 公分的薄度。2006年10月於亞洲首度發表。客製版本HTC S620，HTC S621，Rogers＆HTC S621，Dopod C720W，Dopod C720，T-Mobile Dash，T-Mobile MDA Mail，O2 Xda Cosmo，Orange SPV E600。

## 技術規格
- 處理器：TI OMAP850 201 MHz
- 作業系統：Windows Mobile 5.0 SmartPhone Edition
- 記憶體：ROM：128MB，RAM：64MB
- 尺寸：111.5 毫米 X 62.5 毫米 X 12.8 毫米
- 重量：130g（含電池）
- 螢幕：QVGA 解析度、2.4 吋 TFT-LCD螢幕
- 網路：GSM/GPRS/EDGE
- Wi-Fi：IEEE 802.11 b/g
- 藍牙：Bluetooth 2.0
- 相機：130萬畫素相機，支援自動對焦功能
- 電池：960mAh充電式鋰或鋰聚合物電池

## 外部連結
- HTC S620 概觀
- HTC S620 技術規格（页面存档备份，存于）
- HTC S621 概觀[永久]
- HTC S621 技術規格[永久]
- Dopod C720 中文站